# A Língua da Sogra
A Língua da Sogra é uma peça de teatro do género "comédia popular" representada pelo grupo de teatro "Teatro Azul", com encenação de Nuno Miguel Henriques e texto de Pablo Rodríguez.
Durante o ano de 2014 o Teatro Azul levou esta peça em digressão nacional, sendo representada em diversos locais como no Teatro Villaret, no Teatro Sá da Bandeira, na "Casa do Povo de Cercal do Alentejo", no Centro Cultural de Lagos, Parque de Campismo e Caravanismo de Torres Vedras......

## Atores (comédia)
- Florbela Queiroz[5] - 'sogra'
- Ricardo Raposo[5] - 'genro'
- Rita Rodrigues[5] - 'filha'
- Nuno Miguel Henriques[5] - 'polícia'
- João Calapez[5] - 'irmão' (pois pois!)

## Atores (revista)
- Florbela Queiroz
- Vera Mónica
- Nuno Miguel Henriques
- Mafalda Portela